# Blekinge kustartilleriförsvar
Blekinge kustartilleriförsvar (BK) var en kustartilleriförsvarsstab inom svenska marinen som verkade i olika former åren 1942–1990. Förbandsledningen var förlagd i Karlskrona garnison i Karlskrona.

## Historik
Genom försvarsbeslutet 1942 övergick Kustartilleriet från fästningsförsvar till kustförsvar. Därmed utgick begreppet fästning ur freds- och krigsorganisationen. Den 1 oktober 1942 bildades tre kustartilleriförsvarsstaber med tillhörande geografiska kustområde, vilket motsvarade ett marindistrikt. Kustartilleriförsvarsstaberna var organisatoriskt underställda ett marindistrikt, men hade princip samma särställning som Arméns försvarsområdesstaber. Inom Sydkustens marindistrikt bildades Blekinge kustartilleriförsvar. Chefen för Blekinge kustartilleriförsvar var från den 1 oktober 1942 även chef för Blekinge försvarsområde (Fo 15). Med Blekinge kustartilleriförsvar sammankopplades ansvaret för det marina Blekinge försvarsområde som bestod av Karlskrona och Ronneby städer samt Kristianopels, Lyckeby, Tvings, Nättraby och Ronneby landsfiskalsdistrikt av Blekinge län. Den 1 januari 1947 integrerades de båda organisationerna helt under namnet Blekinge kustartilleriförsvar och Karlskrona försvarsområde. År 1956 upphörde skillnaden mellan land- och marina försvarsområden, med undantag för Blekinge där försvarsområdesstaben fortsatte vara integrerad med en gemensam stab med Blekinge kustartilleriförsvar med Karlskrona kustartilleriregemente (BK/KA 2). Istället fullföljdes den integreringen från 1947 med att Karlskrona försvarsområde från 1957 omfattade hela Blekinge län.
Inför den så kallade OLLI-reformen, vilken genomfördes inom försvaret åren 1973–1975, föreslog överbefälhavaren 1974 att försvarsområdesfunktionen skulle kvarstå vid Blekinge kustartilleriförsvar. Beträffande Karlskrona kustartilleriregemente med dess ledningsfunktion ansågs den kvarstå som egen myndighet.
Inför regeringens proposition 1981/82:102 föreslog både överbefälhavaren och regeringen att de två myndigheterna Karlskrona kustartilleriregemente (KA 2) och Blekinge kustartilleriförsvar och Karlskrona försvarsområde (BK/Fo 15) skulle sammanslås till en myndighet i fredsorganisationen mot bakgrund av den organisation som antagits vid Västkustens militärkommando med Älvsborgs kustartilleriregemente (MKV/KA 4) i Göteborg. Kustartilleriets anläggningar i Gräsvik föreslogs även lämnas och utbildningsverksamheten förläggas till Rosenholm och Kungsholms fort. Bakgrunden till förslaget om en sammanslagning var besparingsskäl, där försvaret samt regeringen ansåg att den marina verksamheten på sydkusten kunde samordnas under en gemensam ledning. Den 24 februari 1982 antog riksdagen regeringens proposition. Den 1 juli 1983 trädde den nya organisationen i kraft under namnet Blekinge kustartilleriförsvar och Karlskrona försvarsområde med Karlskrona kustartilleriregemente (BK/KA 2).
Åren 1986 och 1990 gjordes en förändring inom Marinens lägre regionala ledningsnivå, där kustartilleriförsvarsstaberna sammanslogs regionvis med örlogsbaserna. Den nya myndigheten som bildades genom sammanslagningarna kom att benämnas marinkommando. Därmed kom samtliga marina stridskrafter inom respektive geografiska område ledas av en gemensam chef. På sydkusten kom därmed Blekinge kustartilleriförsvar med Karlskrona kustartilleriregemente (BK/KA 2) och Sydkustens örlogsbas (ÖrlB S) att sammanslås och bildade den 1 juli 1990 Sydkustens marinkommando (MKS). Blekinge kustartilleriförsvar med Karlskrona kustartilleriregemente kom därmed att upplösas som myndighet. Den nya organisationen i Karlskrona bestod av sjöstridskrafterna och Kustartilleriet, men även en för Marinen och Kustbevakningen gemensam sjöbevakningscentral. Inom Sydkustens marinkommando blev Karlskrona kustartilleriregemente en utbildningsenhet men med egen regementsstab. Blekinge kustartilleriförsvar upplöstes och avvecklades den 30 juni 1990.

## Verksamhet
Blekinge kustartilleriförsvar var en marin myndighet med ansvar för mobilisering och ledning av kustartilleriförbanden i Blekinge skärgårdar. Blekinge kustartilleriförsvar leddes av en kustartilleriförsvarschef, tillika försvarsområdesbefälhavare och i denna egenskap territoriell chef. Som försvarsområdesbefälhavare hade kustartilleriförsvarschefen samma ansvar och lydnadsförhållanden som försvarsområdesbefälhavare ur armén. Stab och förvaltning var i dessa fall gemensamma för kustartilleriförsvar och försvarsområdet.

## Förläggningar och övningsplatser
När Blekinge kustartilleriförsvar bildades var staben med förbandsledning inledningsvis lokaliserade till Drottninggatan 14-18. Från 1943 kom staben att samlokaliseras med staben för Blekinge försvarsområde i den gamla ingenjörkasernen på Blåportsgatan 9 (nuvarande adress Ekorrvägen 2). Ingenjörkasernen, numera känd som Blåport, hade uppförts 1908 som kasern för Göta ingenjörkårs detachement i Karlskrona. Efter att kompaniet upplöstes den 30 september 1939 användes kasernen åren 1940–1943 av inkallade beredskapsförband. Efter att Blekinge kustartilleriförsvar upplöstes som myndighet och förband kvarstod byggnaden inom Marinen fram till 1997, då den såldes till ett privat fastighetsbolag. Kasernen är en direkt kopia av den kasern som uppfördes i Vaxholm till Svea ingenjörkårs fästningsingenjörkompani, som från 1944 användes av Stockholms kustartilleriförsvar

## Förbandschefer
Förbandschefen titulerades kustartilleriförsvarschef och innehade åren 1957–1990 även befattningen försvarsområdesbefälhavare.

- 1942–1943: Konteramiral Gösta Ehrensvärd
- 1943–1947: Överste Gösta Möller
- 1947–1957: Överste Alf Nyman
- 1957–1963: Överste Swen Lagerberg
- 1963–1969: Överste Carl-Fredrik Gillberg
- 1969–1977: Överste av 1. graden Björn Engwall
- 1977–1983: Överste av 1. graden Jean-Carlos Danckwardt
- 1983–1990: Överste Stefan Furenius [c]

## Namn, beteckning och förläggningsort
| Blekinge kustartilleriförsvar                                                                     | 1942-10-01 | – | 1957-01-31 |
| Blekinge kustartilleriförsvar med Karlskrona försvarsområde                                       | 1957-02-01 | – | 1983-06-30 |
| Blekinge kustartilleriförsvar och Karlskrona försvarsområde med Karlskrona kustartilleriregemente | 1983-07-01 | – | 1990-06-30 |

| BK       | 1942-10-01 | – | 1957-01-31 |
| BK/Fo 15 | 1957-02-01 | – | 1983-06-30 |
| BK/KA 2  | 1983-07-01 | – | 1990-06-30 |

| Karlskrona garnison (F) | 1942-10-01 | – | 1990-06-30 |

## Galleri

Blekinge kustartilleriförsvars stabsbyggnad i Karlskrona
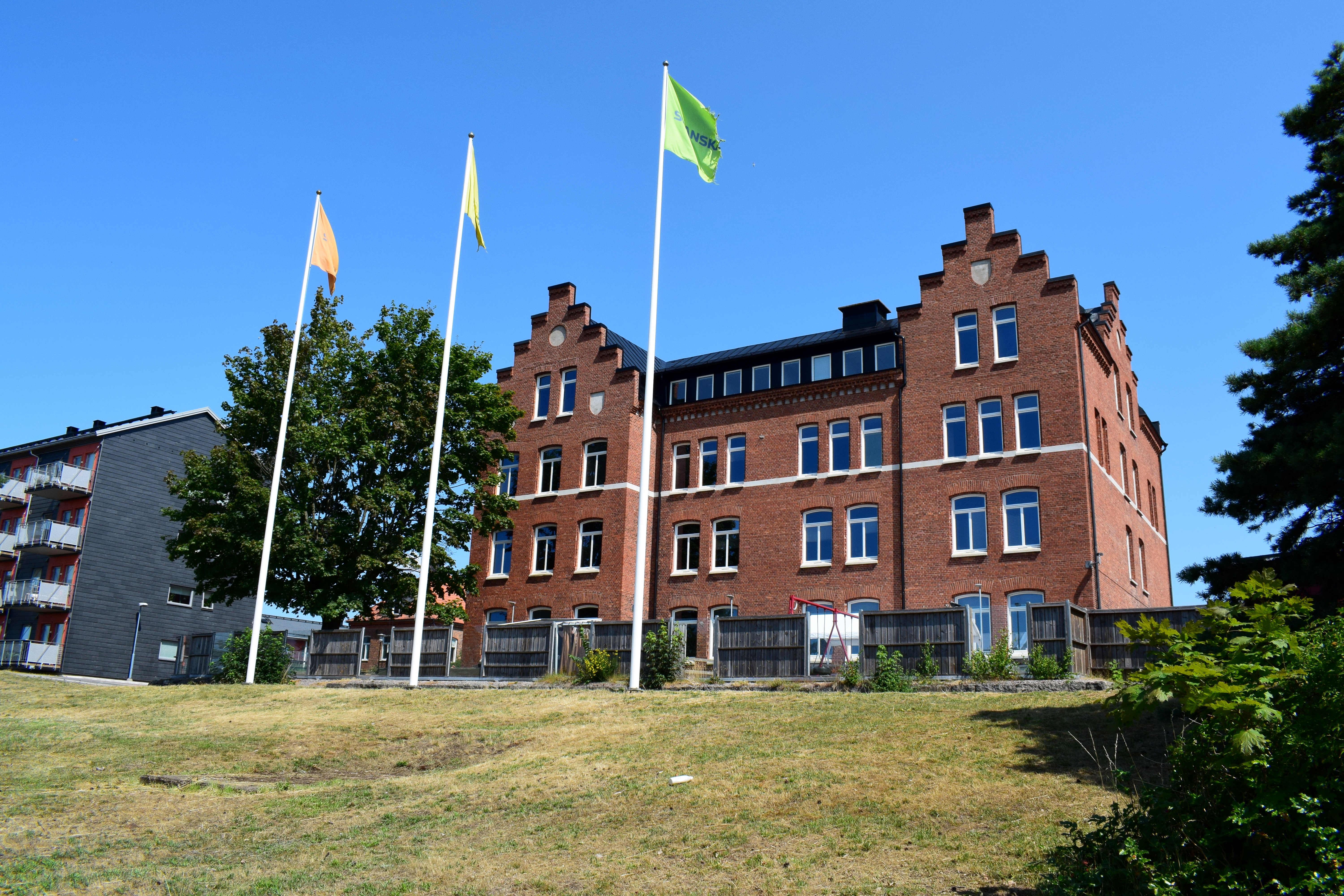
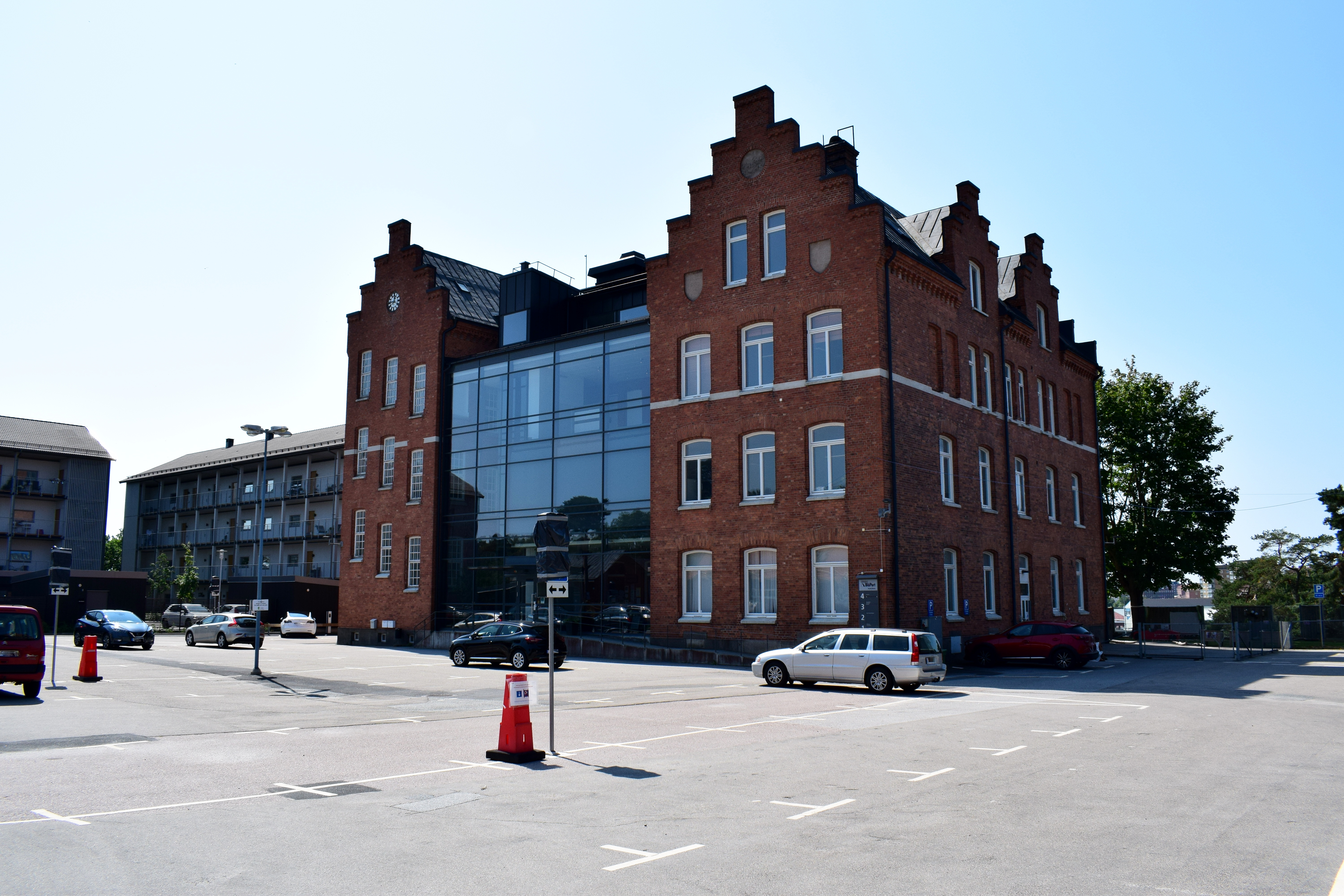
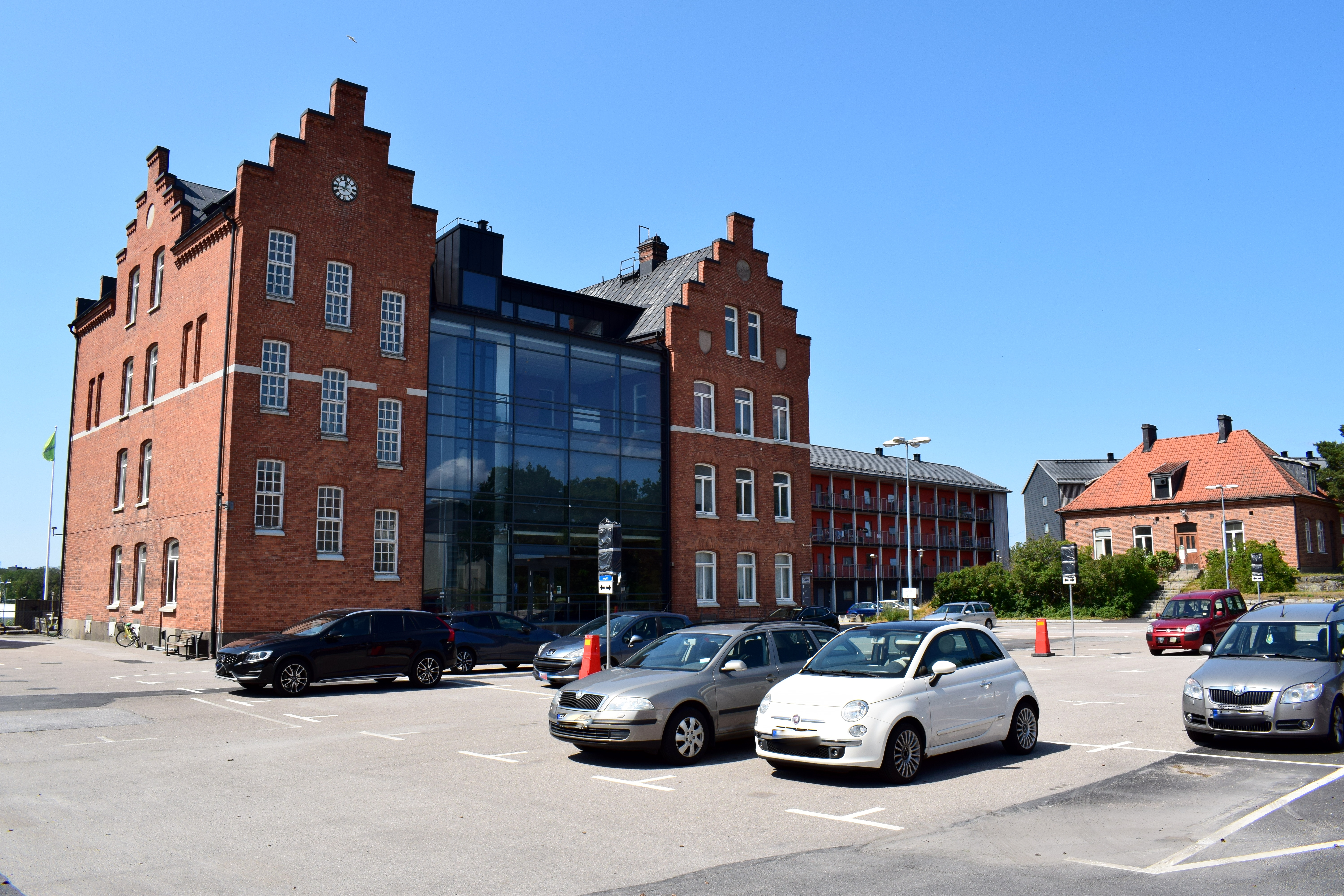
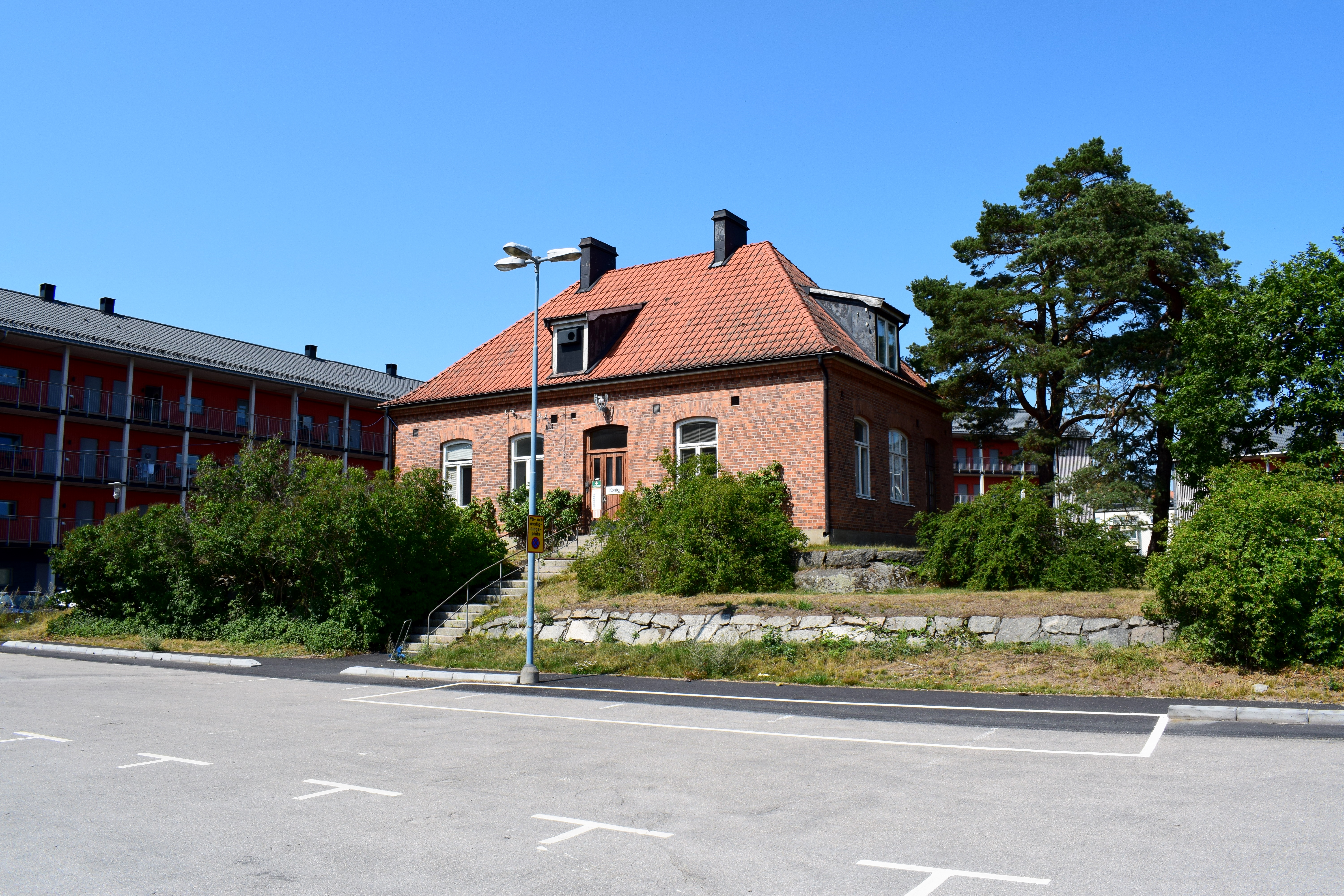